# ديفيد أوليفر ألين
ديفيد أوليفر ألين (بالإنجليزية: David Oliver Allen)‏ هو مؤرخ ومترجم أمريكي، ولد في 1800، وتوفي في 1863.